# Botho Lucas
Botho Lucas (* 2. Juni 1923 in Köslin, Pommern; † 15. Mai 2012 in Köln) war ein deutscher Akkordeonist, Komponist und Chorleiter.

## Leben
Lucas war der Sohn eines Kösliner Malermeisters. Er spielte seit früher Jugend Akkordeon und schrieb kleinere Arrangements. Seine ersten Auftritte hatte er in der Kösliner Band 5 Tango, die im Ausflugslokal Deutsche Eiche in Rogzow spielte. 1940 ging er nach Berlin. Hier hatte er kleinere Auftritte in Musikquartetten aus Geigenduo, Saxophon und Akkordeon in Berliner Clubs. 1942 wurde er zum Militärdienst eingezogen und geriet 1944 in sowjetische Kriegsgefangenschaft. 
1949 kehrte Lucas nach Berlin zurück und betätigte sich zunächst als Alleinunterhalter auf dem Akkordeon. Wenig später gründete er das Lucas Trio. Aufgrund eines Todesfalles brach das Trio auseinander. Zunächst gründete Lucas erneut ein Trio, das er jedoch bald zum reinen Gesangsquartett erweiterte. Zu dieser Formation zählten neben Lucas der Tenor Bernd Golonsky, der Bariton Günter Kallmann und der Bassist Ralf Paulsen. 
1959 verlagerte Lucas seinen künstlerischen Schwerpunkt von Berlin nach Köln, wo er für die „Musikproduktion West“ mit seinem Quartett als Studiochor tätig wurde. Daraus entstand 1961 der Botho-Lucas-Chor. Zu Lucas’ größten Erfolgen aus dieser Zeit zählt neben der Berliner Polka das christliche Lied Danke für diesen guten Morgen, mit dem Martin Gotthard Schneider zuvor den Wettbewerb für Neue Geistliche Lieder der Evangelischen Akademie Tutzing gewonnen hatte. 
Neben zahlreichen bekannten Künstlerinnen und Künstlern arbeitete Lucas auch mit verschiedenen Kinderchören zusammen und betreute als Manager und Produzent die „Sonntagskinder“ und die „Euro Cats“, zu denen auch Anke Engelke gehörte.
Lucas blieb seiner pommerschen Heimat, die nach dem Zweiten Weltkrieg an Polen gekommen war, verbunden. Er gestaltete wenige Jahre vor seinem Tode eine CD für seine aus Köslin vertriebenen Landsleute. Seine Lebensgefährtin formulierte nach seinem Tode: „Die Hälfte seiner Seele ist immer in Pommern geblieben“.